# Odznaka honorowa „Zasłużony dla transportu Rzeczypospolitej Polskiej”
Odznaka honorowa „Zasłużony dla transportu Rzeczypospolitej Polskiej” – polskie odznaczenie resortowe ustanowione 22 listopada 2000 roku przez Radę Ministrów jako zaszczytne honorowe wyróżnienie przeznaczone dla tych pracowników transportu, którzy szczególnie przyczynili się do osiągnięć i rozwoju tej dziedziny gospodarki narodowej.

## Opis odznaki
Odznaka ma kształt medalu o średnicy 32 mm. Odznaka jest wykonana z metalu o kolorze srebrnym, na środku umieszczony jest kontur obszaru Polski z napisem „ZASŁUŻONY DLA TRANSPORTU RP”. Na rewersie umieszczony jest napis „RZECZPOSPOLITA POLSKA”. Medal zawieszany jest na prostokątnej zawieszce, o wymiarach 32 × 8 mm, pokrytej w połowie białą, w połowie czerwoną emalią, na której środku, na czerwono emaliowanej tarczy, jest umieszczony orzeł w kolorze srebrnym, według wzoru określonego w przepisach o godle państwowym.